# Soteria

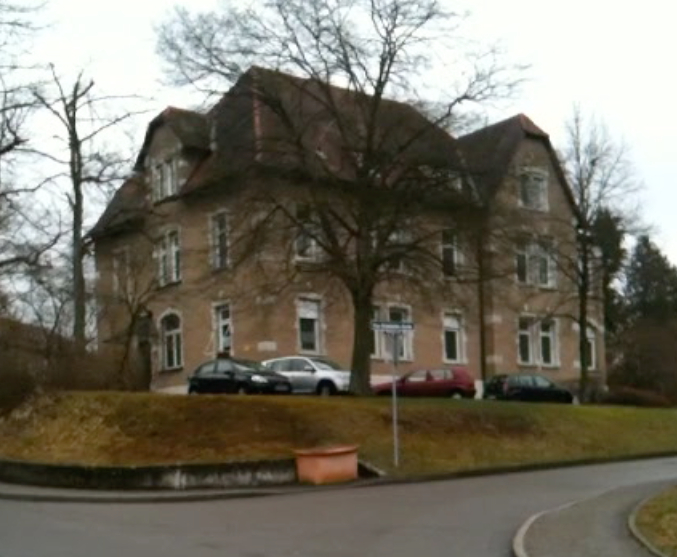
Soteria ház Németországban

A Soteria - görög szó, jelentése megváltás, megszabadítás - nevet viselő intézményrendszer és gyógymód a krízist átélő emberek saját öngyógyító képességeire és akaratára épít. Követői élhető, támogató teret és valós, játszmáktól mentes kapcsolatokat igyekeznek biztosítani a segítséget kérőknek. Vallják, hogy a krízis csak egy élethelyzet, melyen a krízist átélő ember szabad, saját akaratából változtathat, amiben a környezet elfogadó figyelme és az önkéntesen megválasztott gyógyszeres kezelés is segítségére lehet. A Soteria házakban a pszichotikus krízis állapotában lévő emberek közösségben, kis létszámban élnek együtt, minden háznak saját szabályai vannak. A házakban elsődleges szempont a közösségi jelenlét, valamint a címkézéstől mentes, egyenlő bánásmód.

## Története
Az első Sotéria-házat 1971-ben alapította Loren Mosher amerikai pszichiáter, Magyarországon 1995-ben alakult meg a Sotéria Alapítvány Budapesten Dr. Csom Éva vezetésével Feldmár András, a magyar származású, Kanadában élő
pszichoterapeuta inspirációjára. Az alapítvány Menedék Programja 2012 júniusában nyitotta meg első házát, melyet 2014-ben támogatók hiányában kénytelenek voltak bezárni. Azóta a program minimenedékként funkcionál tovább, az alapítvány önkéntesei igény szerint házhoz mennek.

## Külső hivatkozások
- Loren Mosher angol nyelvű honlapja